# Tarenna pubinervis
Tarenna pubinervis är en måreväxtart som beskrevs av John Hutchinson. Tarenna pubinervis ingår i släktet Tarenna och familjen måreväxter. Inga underarter finns listade i Catalogue of Life.